# انتخابات محلی ارمنستان (۲۰۱۲)
انتخابات محلی در ۱۲ فوریه و ۹ سپتامبر ۲۰۱۲ در ارمنستان برگزار شد.

## انتخابات فوریه
در انتخابات فوریه، حزب حاکم جمهوری‌خواه ارمنستان کنترل سی شهر را حفظ کرد.

## انتخابات سپتامبر
نتخابات محلی سپتامبر در ۴۳۸ شهرداری برگزار شد، از جمله گیومری که در آن سامول بالاسانیان از حزب ارمنستان شکوفا به عنوان شهردار انتخاب شد. میانگین مشارکت رای‌دهندگان ۴۹٫۵۲ درصد بود که از ۱۵ درصد در گای تا ۹۳٫۸ درصد در آراووس متغیر بود.
در مجموع ۷۱۶ نامزد برای پست‌های شهرداری رقابت کردند که از این تعداد ۳۴۲ نفر از اعضای حزب جمهوری‌خواه، ۲۸۹ نفر مستقل، ۴۸ نفر از اعضای حزب ارمنستان شکوفا، ۲۰ نفر از اعضای فدراسیون انقلابی ارمنی و دوازده نفر از حزب حاکم قانون بودند.

### گیومری
| کاندیدا                       | آرا     | %     |
| ----------------------------- | ------- | ----- |
| سامول بالاسانیان              | ۲۷٬۵۰۰  | ۶۴٫۹۱ |
| هوُسپ سیمونیان                 | ۱۰٬۲۸۱  | ۲۴٫۲۷ |
| آندرانیک آوتیسیان             | ۲٬۴۵۸   | ۵٫۸۰  |
| اسپارتاک پتروسیان             | ۲٬۱۳۰   | ۵٫۰۳  |
| آرا باطل/سفید                 | ۳٬۳۵۹   | –     |
| مجموعاً                        | ۴۵٬۷۲۸  | ۱۰۰   |
| Registered voters/turnout     | ۱۲۵٬۶۵۷ | ۳۶٫۳۹ |
| منبع: Caucasus Election Watch |         |       |